# Claude Beaugrand
Claude Beaugrand est un ingénieur du son et un concepteur sonore canadien né à Acton Vale (Québec) en 1949.

## Biographie

### Débuts
Il fait la rencontre, déterminante, d'Arthur Lamothe en 1969, alors qu'il est stagiaire lors du tournage du documentaire Le Mépris n'aura qu'un temps. Au sein de la société de Lamothe, il devient progressivement ingénieur du son et collabore ensuite à une dizaine de films réalisés par celui-ci, dont ceux composant l'imposant cycle amérindien. Au milieu de la décennie 1970, il collabore avec Pierre Perrault pour les quatre films du cycle abitibien (Un royaume vous attend; Le Retour à la terre ; Gens d'Abitibi ; c'était un Québécois en Bretagne, Madame!) et il est responsable de la prise de son de la série Le Son des Français d'Amérique de Michel Brault et André Gladu. Ces trois contributions majeures font de Claude Beaugrand l'un des ingénieurs du son les plus réputés dans le milieu du documentaire québécois, son aptitude à travailler dans des conditions difficiles étant soulignée par plusieurs observateurs.

### Passage à la conception sonore
Au cours de la décennie 1980, il continue de faire de la prise de son, mais se consacre de plus en plus à la conception sonore. Son travail d'une grande liberté pour les essais cinématographiques Le Dernier Glacier de Roger Frappier et Jacques Leduc et Passiflora de Fernand Bélanger et Dagmar Guissaz-Teufel est remarqué par la critique. Ses recherches sonores trouvent un terreau fertile dans des films présentant un caractère expérimental (La Plante humaine de Pierre Hébert, Le Trésor archange de Fernand Bélanger), mais transparaissent aussi dans les longs métrages de fiction dont il signe le design sonore : Trois pommes à côté du sommeil de Jacques Leduc, Les Matins infidèles de Jean Beaudry et François Bouvier.

### Reconnaissance de l'industrie
Au cours de la décennie 1990, Claude Beaugrand collabore de plus en plus à des longs métrages de facture industrielle bénéficiant de budgets importants, cela même s'il continue d'accompagner des cinéastes privilégiant une démarche artisanale. C'est d'abord sa complicité avec Charles Binamé, qui s'amorce avec Eldorado (1995) et se poursuit notamment avec Séraphin: Un homme et son péché (2002) et Maurice Richard (2005), deux superproductions à l'échelle québécoise.

## Filmographie sélective

### Prise de son
- 1976 : On s'pratique... c'est pour les Olympiques de Jean-Claude Labrecque
- 1987 : La Guerre oubliée de Richard Boutet
- 1990 : La Conquête de l'Amérique II d'Arthur Lamothe
- 1990 : Vacheries de Marcel Jean
- 1992 : Le Steak de Pierre Falardeau et Manon Leriche

### Conception sonore

#### Documentaire
- 1987 : Voyage en Amérique avec un cheval emprunté de Jean Chabot
- 1990 : Remous de Sylvie Van Brabant
- 1995 : Aube urbaine de Jeannine Gagné
- 1995 : Sans raison apparente de Jean Chabot
- 2001 : À travers chant de Tahani Rached
- 2009 : Les Dames en bleu de Claude Demers
- 2011 : La nuit, elles dansent d'Isabelle Lavigne et Stéphane Thibault
- 2014 : Le Mystère Macpherson de Serge Giguère

#### Films de fiction
- 1988 : Les Matins infidèles de Jean Beaudry et François Bouvier
- 1991 : Alisée d'André Blanchard
- 1992 : La Vie fantôme de Jacques Leduc
- 1993 : Cap tourmente de Michel Langlois
- 1995 : Eldorado de Charles Binamé
- 2000 : La Beauté de Pandore de Charles Binamé
- 2002 : Séraphin: Un homme et son péché de Charles Binamé
- 2002 : Yellowknife de Rodrigue Jean
- 2007 : Soie de François Girard
- 2008 : Le Jour avant le lendemain de Marie-Hélène Cousineau et Madeline Ivalu
- 2008 : Maman est chez le coiffeur de Léa Pool
- 2008 : Le Piège américain de Charles Binamé
- 2009 : Polytechnique de Denis Villeneuve
- 2010 : La Fille de Montréal de Jeanne Crépeau
- 2011 : Mesnak d'Yves Sioui Durand
- 2015 : Paul à Québec de François Bouvier
- 2016 : Embrasse-moi comme tu m'aimes d'André Forcier
- 2017 : Hochelaga, terre des âmes de François Girard

#### Films d'animation
- 1988 : L'Atelier de Suzanne Gervais
- 1998 : Le Seuil de Suzanne Gervais
- 1992 : Voir le monde de Francine Desbiens
- 1996 : La Plante humaine de Pierre Hébert

## Prix et distinctions
- 2000: Prix Jutra du meilleur son pour Histoires d'hiver
- 2003: Prix Jutra du meilleur son pour Séraphin: Un homme et son péché
- 2007: Prix Genie du meilleur montage sonore pour Maurice Richard
- 2008: Prix Jutra du meilleur son pour Soie
- 2010: Prix Genie du meilleur montage sonore pour Polytechnique
- 2010: Prix Jutra du meilleur son pour Polytechnique
- 2012: Prix Gémeaux du meilleur son - Affaires publiques et documentaires pour Trou Story